# Gorman (Teksas)
Gorman – miasto w Stanach Zjednoczonych, w stanie Teksas, w hrabstwie Dimmit.